# Vincent Grahl
Vincent Grahl, född 12 maj 1994 i Stockholm, är en svensk skådespelare.

## Biografi
Vincent Grahl är son till sångaren och skådespelaren Jan Åström och är uppvuxen på Södermalm i Stockholm; under hans uppväxt flyttade familjen till Gamla Enskede.

## Utbildning
Vincent genomförde Teaterprogrammet på Södra Latins Gymnasium i Stockholm; därefter gick han på Teaterprogrammet på Teaterhögskolan i Malmö.

## Filmografi
| År   | Titel                  | Roll   | Noter     |
| ---- | ---------------------- | ------ | --------- |
| 2012 | Isdraken               | Tony   | Långfilm  |
| 2013 | IRL                    | Hannes | Långfilm  |
| 2015 | Cirkeln                | Gustaf | Långfilm  |
| 2017 | Kroongetuige           | Thomas | TV-Serie  |
| 2018 | Farliga Beroenden      | Thomas | TV-Serie  |
| 2020 | Sagan om Dilan och Moa | Carl   | Miniserie |
| 2022 | Feed                   | Dimman | Långfilm  |
| 2023 | Canceled               | Alex   | Långfilm  |

## Teater

### Roller
| År   | Roll             | Produktion                     | Regi            | Teater            |
| ---- | ---------------- | ------------------------------ | --------------- | ----------------- |
| 2018 | Apan             | Den Håriga Apan Eugene O´Neill | Malin Stenberg  | Teater Tribunalen |
| 2020 | Tuggummi Kristus | Irakisk Kristus Hassan Blasim  | Natalie Ringler | Teater Galeasen   |
| 2021 | Tuggummi Kristus | Irakisk Kristus Hassan Blasim  | Natalie Ringler | Teater Galeasen   |